# Günther Smend
Günther Smend, född den 29 november 1912 i Trier, död den 8 september 1944 i Plötzensee, Berlin, var en tysk militär och motståndare till Adolf Hitler.

## Biografi
Under andra världskriget stred Smend 1940 i Frankrike och 1941 på östfronten. I slutet av 1942 kallades han till generalstaben och utsågs i juni 1943 till adjutant åt general Kurt Zeitzler. Smend försökte övertala Zeitzler att ansluta sig till motståndsrörelsen mot Adolf Hitler, men Zeitzler avböjde.
Den 20 juli 1944 deltog överste Claus Schenk von Stauffenberg i en militär överläggning med Hitler i Wolfsschanze i Rastenburg. Han placerade en tidsinställd bomb i en portfölj i konferensrummet. Bomben detonerade och explosionen blev mycket kraftig, men Hitler överlevde. Den 1 augusti greps Smend då hans övertalningsförsök att rekrytera Zeitzler kommit i dagen. Smend skrev inom kort ett brev till Hitler och förklarade att han själv och andra unga officerare hade blivit missledda av sina äldre överordnade. Smend hävdade, att de överordnade inte hade lärt de yngre att hysa tilltro till Führern. Hitler blev, enligt betjänten Heinz Linge, mycket upprörd över att Smend försökte skylla på sina överordnade. Smend ställdes den 30 augusti 1944 inför Folkdomstolen med Roland Freisler som domare. Han dömdes till döden för medhjälp till högförräderi och avrättades genom hängning i Plötzenseefängelset.